# Jelle Mannaerts
Jelle Mannaerts, né le 14 octobre 1991 à Lommel, est un coureur cycliste belge. Il est notamment champion de Belgique des élites sans contrat en 2019 et troisième du Tro Bro Leon en 2018.

## Biographie
Jelle Mannaerts naît le 14 octobre 1991 à Lommel en Belgique.

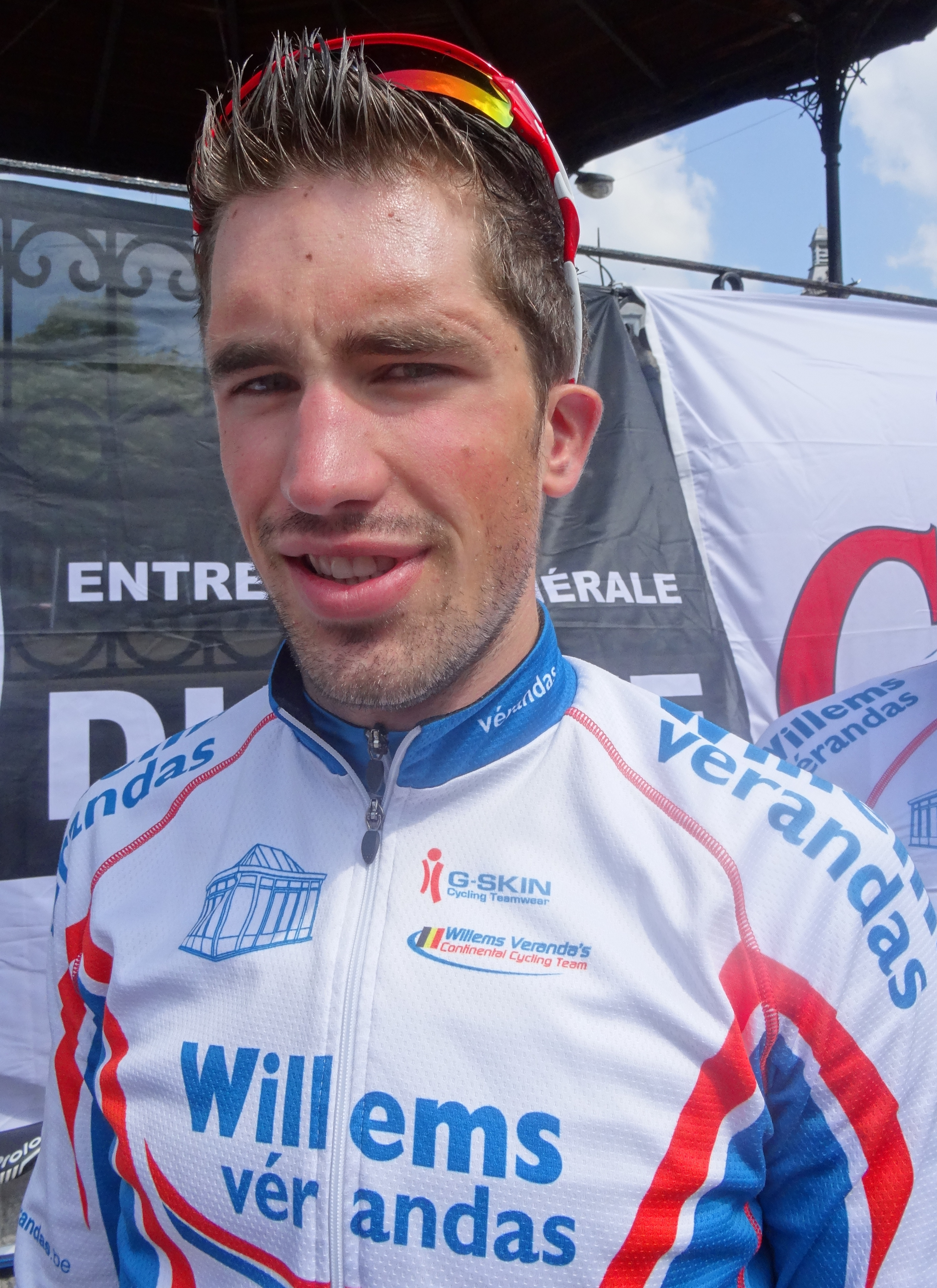
Jelle Mannaerts lors du départ du Grand Prix Criquielion 2014 à Boussu.

Membre de Davo-Lotto-Davitamon en 2010, il est recruté l'année suivante par l'équipe Rock Werchter-Chocolade Jacques, devenue Rock Werchter l'année suivante. Il entre dans l'équipe Verandas Willems en 2014.
Fin 2014, il signe un contrat avec l'équipe continentale belge Colba-Superano Ham.
En juillet 2019, il quitte son équipe Tarteletto-Isorex en raison de divergences sur le matériel, et rejoint le club Huban-Titan Cargo. En France, il termine troisième de l'Estivale bretonne. Cinq jours plus tard, il devient champion de Belgique dans la catégorie des élites sans contrat. 
Il met un terme à sa carrière à l'issue de la saison 2020.

## Palmarès et résultats

### Palmarès par année
- 2007
  - 3e du championnat de Belgique de poursuite débutants
  - 3e du championnat de Belgique de l'américaine débutants
- 2008
  - 3e du championnat du Limbourg du contre-la-montre juniors
- 2009
  - 1re étape des Trois Jours d'Axel
- 2010
  - 3e du Dorpenomloop Rucphen
- 2013
  - 3e du Tour de Flandre-Orientale
- 2015
  - 3e de la Coupe Egide Schoeters
- 2016
  - 2e de la Menen Classic
  - 2e du Grand Prix Etienne De Wilde
  - 3e de la Zuidkempense Pijl
- 2017
  - 2e du Grand Prix d'Affligem
  - 2e du Grand Prix Etienne De Wilde
  - 2e du Grand Prix de Kortemark
  - 2e de la Flèche côtière
  - 2e du Mémorial Stanny Verlooy
  - 3e de Gand-Staden
- 2018
  - 2e de la Wanzele Koerse
  - 3e du Tro Bro Leon
- 2019
  -  Champion de Belgique des élites sans contrat
  - 2e de la Wingene Koers
  - 3e de Gand-Staden
  - 3e de l'Estivale bretonne
  - 3e du Grand Prix Stone-Lux

### Classements mondiaux
| Année           | 2014 | 2015 | 2016 | 2017 | 2018 |
| --------------- | ---- | ---- | ---- | ---- | ---- |
| UCI Europe Tour | 514e | 650e | 675e | 259e | 231e |